# Cnestis
Cnestis es un género  de plantas fanerógamas de la familia de las connaráceas. Comprende 87 especies descritas y de estas, solo 13 aceptadas.

## Taxonomía
El género fue descrito por Antoine-Laurent de Jussieu  y publicado en Genera Plantarum 374. 1789. La especie tipo es: Cnestis corniculata Lam.	

## Especies aceptadas
A continuación se brinda un listado de las especies del género Cnestis aceptadas hasta diciembre de 2013, ordenadas alfabéticamente. Para cada una se indica el nombre binomial seguido del autor, abreviado según las convenciones y usos.
- Cnestis bomiensis Lemmens
- Cnestis corniculata Lam.
- Cnestis ferruginea Vahl ex DC.
- Cnestis macrantha Baill.
- Cnestis macrophylla Gilg ex Schellenb.
- Cnestis mannii Schellenb.
- Cnestis mildbraedii Gilg
- Cnestis palala (Lour.) Merr.
- Cnestis polyphylla Lam.
- Cnestis racemosa G.Don
- Cnestis uncata Lemmens
- Cnestis urens Gilg
- Cnestis yangambiensis Louis ex Troupin